# Lizeth Guerra Méndez
Lizeth Amayrani Guerra Méndez (Poza Rica de Hidalgo, Veracruz; 18 de enero de 1994) es una política mexicana afiliada Morena. Es una de las diputadas más jóvenes de la LXIV Legislatura.

## Biografía
Estudio la licenciatura en Administración de Empresas Turísticas en la Universidad del Golfo de México aunque no concluyó con sus estudios.

## Diputada federal
Fue electa como diputada federal para el periodo 2018-2021 por la tercera circunscripción representando al Movimiento Regeneración Nacional (Morena) en las elecciones de 2018. Así tomando protesta el 1 de septiembre de 2018.